# John Jacob Astor IV

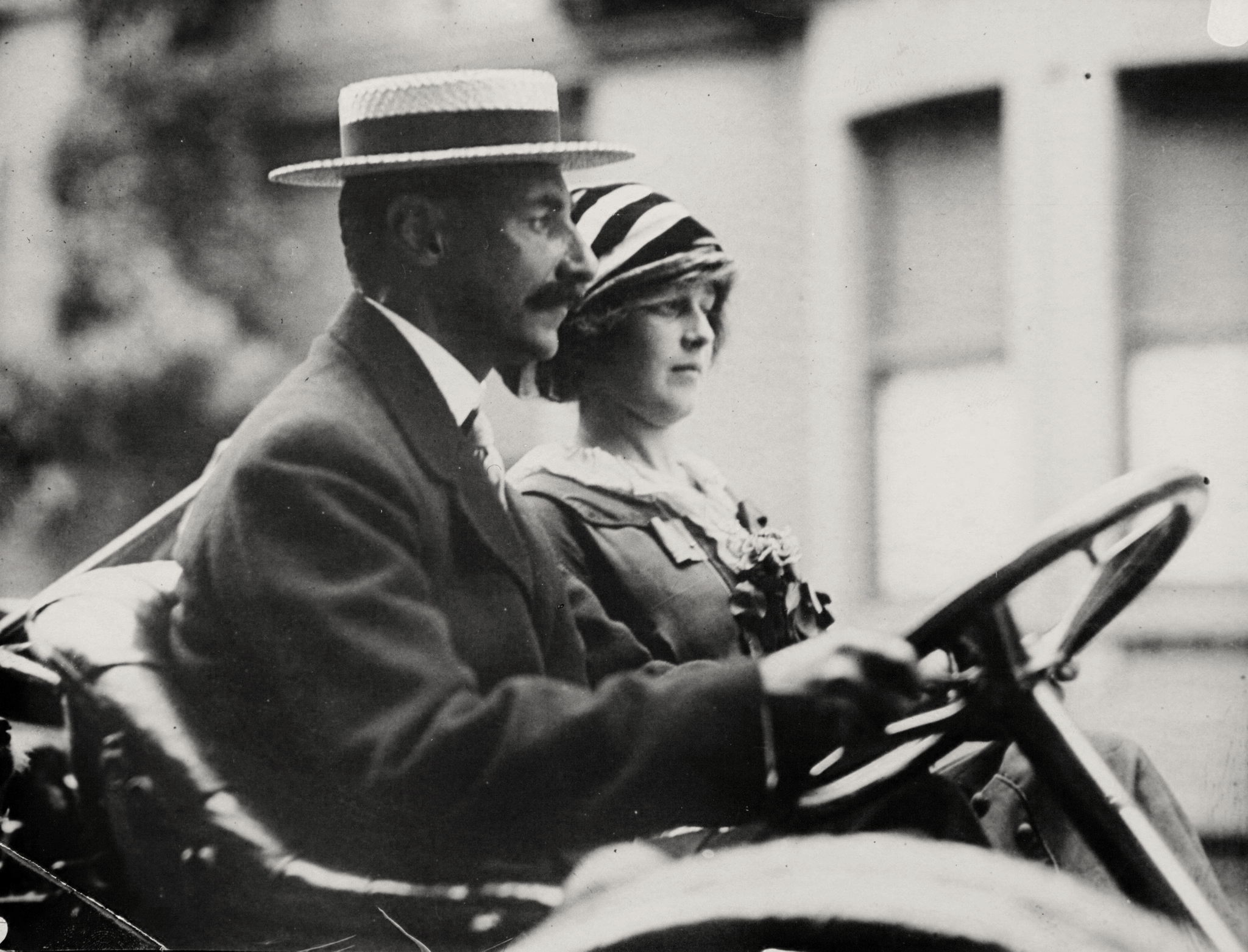
John Astor IV och Madeleine Astor.

John Jacob Astor IV, född 13 juli 1864 i Rhinebeck i New York, död 15 april 1912 i Titanickatastrofen ute på Atlanten, var en amerikansk miljonär, uppfinnare, författare och överstelöjtnant under spansk-amerikanska kriget.

## Biografi
John Jacob Astor IV var son till William Backhouse Astor Jr hans farfars far, John Jacob Astor var en tysk emigrant som blev Amerikas rikaste man på att köpa och sälja pälsar. Astor gick på St Paul's School, Concord och studerade senare vid Harvard.
I maj 1891 gifte sig Astor med Ava Lowle Willing och tillsammans fick de en son och en dotter. De skilde sig dock 1909 och Astor gifte sig med artonåriga Madeleine Talmadge Force 1911.
1894 skrev Astor en science fiction-roman om livet år 2000 på planeterna Saturnus och Jupiter, A Journey in Other Worlds – en resa i andra världar. Han utvecklade också flera mekaniska apparater, exempelvis en turbinmotor.
Astor och hans fru Madeleine reste på en lång bröllopsresa till Egypten och Paris. Under resan blev Madeleine gravid, och då de ville att barnet skulle födas i USA, bokade de förstaklass-biljetter hem ombord på det nya White Star Line-fartyget RMS Titanic. De klev ombord under fartygets uppehåll i Cherbourg, Frankrike. Astor var den rikaste passageraren ombord. Med på resan fanns även Astors personliga betjänt, Madeleines jungfru, hennes sköterska, samt parets hund airedaleterriern Kitty.
Vid olyckstillfället lämnade Astor sin svit för att se vad som hänt. Han fick reda på att Titanic gått på ett isberg, men såg först ingen anledning till oro. Tillsammans med frun uppehöll han sig i gymnastiksalen på båtdäck där de använde redskapen medan de första livbåtarna började fyllas och firas ned. Av någon anledning ska han sedan ha skurit upp ett livbälte och visat Madeleine dess innehåll. Till slut såg han dock till att hustrun Madeleine, jungfrun och sköterskan kom med i livbåt fyra. Han frågade styrman Charles Lightoller som ansvarade för ilastningen om även han fick stiga ner i båten, men eftersom Astor var man fick han stiga åt sidan för alla kvinnor och barn. Astor blev kvar på däck och sågs röka en cigarett tillsammans med författaren Jacques Futrelle.
Astor blev en av de ca 1 500 omkomna när fartyget sjönk på morgonen den 15 april 1912. Överlevaren Philip Mock hävdade att han såg honom vid liv invid en flotte med William Thomas Stead. "Deras fötter blev förfrusna," rapporterade Mock, "och de var tvungna att släppa greppet. Båda drunknade." När besättningen på kabelfartyget CS Mackay-Bennett, som fått i uppdrag att bärga kroppar från förlisningsplatsen, hittade hans lik i havet fann de bland annat 225 engelska pund och 2440 dollar i sedlar, en guldklocka, en guldpenna och en diamantring i hans fickor. Han identifierades med hjälp av initialerna "J.J.A." i klädedräkten.
Eftersom Astor var bland de kändaste männen ombord uppstod det myter i tidningarna kring hans sista handlingar ombord. En var att han ska ha släppt ut hundarna som fanns i Titanics kennel innan förlisningen.
Hans son från första äktenskapet Vincent bar sin fars guldklocka resten av sitt liv. Astors son med Madeleine, John Jacob "Jakey" Astor VI utkämpade långt senare bittra rättsprocesser mot sin halvbror Vincent rörande Astor IV:s tillgångar och arv.